# Calle de Liria
La calle de Liria es una vía pública de la ciudad española de Sagunto.

## Descripción
La vía discurre desde la calle del Calvario Viejo hasta llegar al cementerio. El título indica que apunta en dirección a la localidad valenciana de Liria. Aparece descrita en el Nomenclator de las calles, plazas y puertas antiguas y modernas de la ciudad de Sagunto (1901) de Antonio Chabret y Fraga con las siguientes palabras:

Liria (calle de). Empieza en la calle del Calvario y termina en el muro que protegía el arrabal por el Sur. Durante la dominación de los moros, el camino de Valencia y el de Liria, que se unía con él al penetrar en la población, pasaban por esta calle, como se ha dicho al hablar del Camí de Valensia.
(Chabret y Fraga, 1901, p. 62)